# Papagaio-dos-garbes
O papagaio-dos-garbes (nome científico: Amazona kawalli) é uma ave psitaciforme da família Psittacidae. Descrito em 1989, foi por muitos anos confundido com o papagaio-moleiro (Amazona farinosa), diferenciando-se, porém, pela notável faixa branca presente na base do bico.

## Descrição
O papagaio-dos-garbes possui 36 cm de comprimento. Sua característica principal é a presença de uma larga prega cutânea branca na base do bico. A plumagem é predominantemente verde, adquirindo um tom mais azulado na nuca e no dorso e amarelado na extremidade das asas e na ponta da cauda. As rêmiges primárias possuem coloração azul-violácea, enquanto as secundárias são vermelhas. Apresenta uma faixa cinzenta ao redor do olho; a íris é vermelha.

## Distribuição e habitat
Vive em matas de terra firme e áreas próximas a rios, como matas de igapó, de várzea, ilhas fluviais, além de áreas abertas arborizadas. É espécie endêmica do Brasil, sendo registrado em algumas localidades do Amazonas e ao sul da região de Santarém, no Pará.